# بولنیس-خاچن
بولنیس-خاچن (ارمنی: Բոլնիս-Խաչեն؛ گرجی: ბოლნის-ხაჩინი) یک روستای ارمنی‌نشین در گرجستان می‌باشد. این روستان بالغ بر ۱٬۵۳۴ تن جمعیت دارد که ۹۲ درصد آن ارمنی می‌باشند.

## بومیان سرشناس
- آنوشاوان دانیلیان
- قازاروس آقایان
- ناپلئون آندریاسیان